# Belgische kampioenschappen atletiek 1926
De Belgische kampioenschappen atletiek 1926 vonden voor de mannen plaats op 4 juli in Brussel en op 11 juli in Luik. De kampioenschappen voor vrouwen vonden plaats op 8 augustus in het Crossingstadion in Schaarbeek. 
Adolf Hauman verbeterde zijn Belgisch record in het speerwerpen naar 51,74 m. Leon Degrande verbeterde op de 10.000 m het record van Joseph Mariën  naar 33.03,7 m. Jenny Toitgans verbeterde het Belgisch record discuswerpen naar 29,10 m.

## Uitslagen
| Atleet                | Prestatie    | Onderdeel            | Atlete                | Prestatie    |
| --------------------- | ------------ | -------------------- | --------------------- | ------------ |
| -                     | -            | 80 m                 | Antoinette Gallemaers | 11,2 s       |
| Paul Brochart         | 11,2 s       | 100 m                | -                     | -            |
| Fred Zinner           | 22,6 s       | 200 m                | -                     | -            |
| -                     | -            | 250 m                | Antoinette Gallemaers | 36,8 s       |
| Emile Vercken         | 50,2 s       | 400 m                | -                     | -            |
| Philippe Coenjaerts   | 2.00,9       | 800 m                | -                     | -            |
| -                     | -            | 1000 m               | Ida Degrande          | 3.22,2       |
| Leon Fourneau         | 4.13,4       | 1500 m               | -                     | -            |
| Leon Degrande         | 15.45,0      | 5000 m               | -                     | -            |
| Leon Degrande         | 33.03,0 (NR) | 10.000 m             | -                     | -            |
| -                     | -            | 83 m horden          | Henriette Vandaelen   | 14,4 s       |
| Powell (René Joannes) | 16,4 s       | 110 m horden         | -                     | -            |
| Jules Migeot          | 60,8 s       | 400 m horden         | -                     | -            |
| Jean Hénault          | 1,80 m       | hoogspringen         | Léontine Stevens      | 1,30 m       |
| Maurice Henrijean     | 3,60 m       | polsstokhoogspringen | -                     | -            |
| Louis Delaet          | 6,35 m       | verspringen          | Léontine Stevens      | 4,755 m      |
| Albert Baudry         | 11,49 m      | kogelstoten          | Sidonie Verschueren   | 17,62 m (2H) |
| Arthur De Laender     | 37,05 m      | discuswerpen         | Jenny Toitgans        | 29,10 m (NR) |
| Adolf Hauman          | 51,74 m (NR) | speerwerpen          | Germaine Scherrens    | 23,20 m      |

NR: nationaal record 

2H: twee handen samengeteld 
1889 · 
1890 · 
1891 · 
1892 · 
1893 · 
1894 · 
1895 · 
1896 · 
1897 · 
1898 · 
1899 · 
1900 · 
1901 · 
1902 · 
1903 · 
1904 · 
1905 · 
1906 ·
1907 ·
1908 · 
1909 · 
1910 · 
1911 · 
1912 · 
1913 · 
1914 · 
1919 · 
1920 · 
1921 · 
1922 · 
1923 · 
1924 · 
1925 · 
1926 · 
1927 · 
1928 · 
1929 · 
1930 · 
1931 · 
1932 · 
1933 · 
1934 · 
1935 · 
1936 · 
1937 · 
1938 · 
1939 · 
1940 · 
1941 · 
1942 · 
1943 · 
1944 · 
1945 · 
1946 · 
1947 · 
1948 · 
1949 · 
1950 · 
1951 · 
1952 · 
1953 · 
1954 · 
1955 · 
1956 · 
1957 · 
1958 · 
1959 · 
1960 · 
1961 · 
1962 · 
1963 · 
1964 · 
1965 · 
1966 · 
1967 · 
1968 · 
1969 · 
1970 · 
1971 · 
1972 · 
1973 · 
1974 · 
1975 · 
1976 · 
1977 · 
1978 · 
1979 · 
1980 · 
1981 · 
1982 · 
1983 · 
1984 · 
1985 · 
1986 · 
1987 · 
1988 · 
1989 · 
1990 · 
1991 · 
1992 · 
1993 · 
1994 ·
1995 · 
1996 · 
1997 · 
1998 · 
1999 · 
2000 · 
2001 · 
2002 · 
2003 · 
2004 · 
2005 · 
2006 · 
2007 · 
2008 · 
2009 · 
2010 · 
2011 · 
2012 · 
2013 · 
2014 · 
2015 · 
2016 · 
2017 · 
2018 · 
2019 · 
2020 · 
2021 · 
2022 · 
2023 · 
2024